# Tempestade tropical Linfa (2009)
A tempestade tropical Linfa (designação internacional: 0903, designação do JTWC: Tufão 03W) foi um ciclone tropical que o norte das Filipinas, Taiwan e o sudeste da China em meados de junho de 2009.
Linfa formou-se de uma área de perturbações meteorológicas a leste das Filipinas em 14 de junho. Porém, condições meteorológicas impediram a intensificação do sistema até em 18 de junho, quando o sistema começou a se desenvolver sobre o mar da China Meridional e se tornou uma tempestade tropical. Permanecendo quase estacionário na região, Linfa continuou a se intensificar, se tornando uma tempestade tropical severa no dia seguinte, e um tufão, segundo o Joint Typhoon Warning Center (JTWC), órgão da Marinha dos Estados Unidos responsável pela monitoração de ciclones tropicais. A partir de então, Linfa começou a se enfraquecer devido à piora das condições meteorológicas, e atingiu a costa chinesa em 22 de junho como uma simples tempestade tropical. Sobre terra, Linfa continuou a se enfraquecer rapidamente, e se dissipou logo em seguida.
A tempestade Linfa causou chuvas torrenciais nas Filipinas, Taiwan e China. Pelo menos sete pessoas morreram diretamente como consequência ds efeitos da tempestade, e outras 12 continuam desaparecidas. Os prejuízos totais causados pela tempestade nestes três países totalizaram 110 milhões de dólares.

## História meteorológica

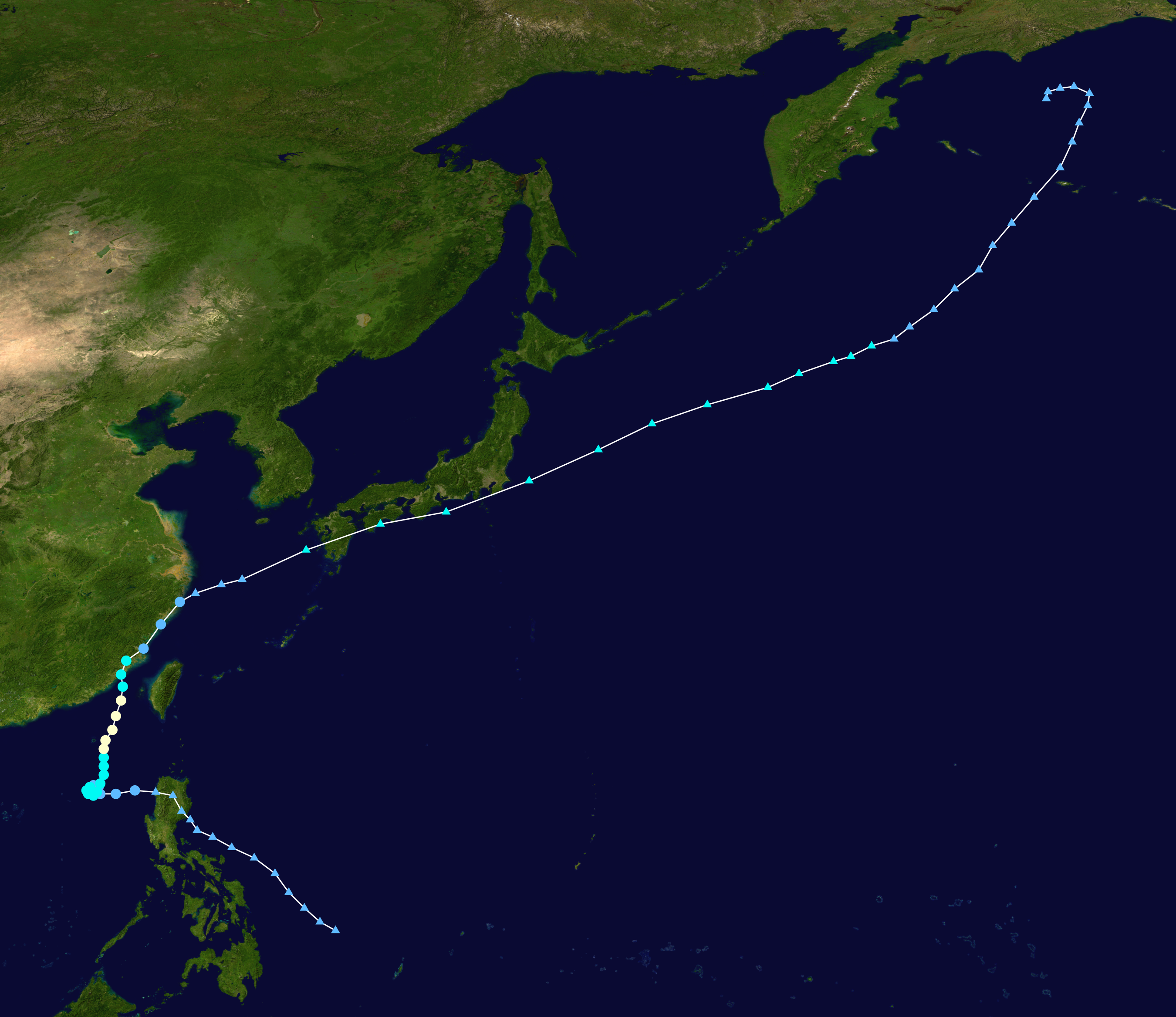
O caminho de Linfa

Em 10 de junho, o Joint Typhoon Warning Center (JTWC), o órgão da Marinha dos Estados Unidos responsável pela monitoração de ciclones tropicais, começou a monitorar uma persistente área de convecção atmosférica situado a cerca de 140 quilômetros a sudeste de Palau. Imagens de satélite mostravam um centro ciclônico de baixos níveis alongado, com áreas de convecção profunda centradas ao longo da porção sudoeste do sistema. Forte cisalhamento do vento, que inibe normalmente o desenvolvimento de um ciclone tropical, proveu energia para o desenvolvimento convectivo em torno do sistema. Seguindo continuamente para noroeste, a área de baixa pressão desenvovleu gradualmente fluxos de saída setentrionais devido a sua aproximação a um cavado troposférico de alta troposfera (TUTT) localizado ao norte da perturbação. A tendência de intensificação do sistema continuou, e a Agência Meteorológica do Japão (AMJ), agência designada pela Organização Meteorológica Mundial (OMM) para ser responsável pela monitoração de ciclones tropicais no Oceano Pacífico noroeste, classificou o sistema como uma depressão tropical às 06:00 (UTC) de 14 de junho.

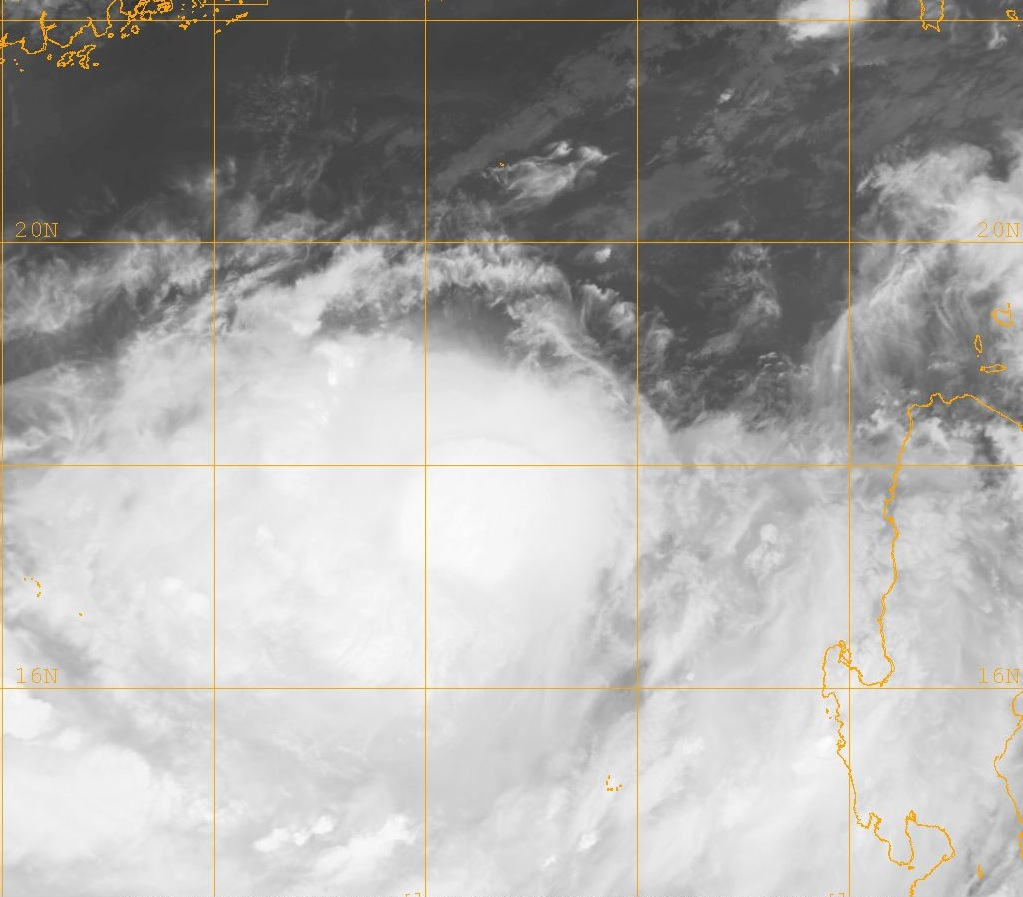
A tempestade tropical Linfa em 18 de junho

Mais tarde naquele dia, o JTWC emitiu um Alerta de Formação de Ciclone Tropical (AFCT) sobre o sistema, que significa que a perturbação poderia se intensificar para um ciclone tropical significativo dentro de um período de 12 e 24 horas. As áreas de convecção profunda consolidaram-se em torno do centro da circulação e bandas de tempestade se desenvolveram ao longo da periferia do sistema. Várias horas mais tarde, o AFCT foi cancelado assim que o sistema se degenerou rapidamente. A maior parte das áreas de convecção profunda se dissiparam, deixando exposto a circulação ciclônica de baixos níveis. Os fluxos de saída se deterioraram significativamente assim que o sistema se separou do cavado tropical de alta troposfera. Naquele momento, a AMJ descontinuou a emissão de avisos sobre a depressão. Dois dias mais tarde, após cruzar a ilha filipina de Luzon, o sistema começou a se regenerar. As áreas de convecção começaram a se desenvolver novamente em torno da área de baixa pressão e os fluxos de saída foram restabelecidos ao sul do sistema.
No início da madrugada (UTC) de 17 de junho, o JTWC emitiu um segundo AFCT assim que o sistema continuava a se organizar. Naquele momento, o sistema estava praticamente estacionário, e às 06:00 (UTC), a AMJ declarou que a área de baixa pressão tinha se tornado novamente uma depressão tropical. Várias horas depois, o JTWC classificou a perturbação como a depressão tropical 03W enquanto o sistema estava situado a cerca de 705 km a sul-sudoeste de Kaohsiung, Taiwan. O sistema manteve-se praticamente estacionário por vários dias devido às fracas correntes de vento que estavam sobre o mar da China Meridional. O sistema continuou a se intensificar e o JTWC classificou a depressão para uma tempestade tropical no final da noite de 17 de junho. Às 06:00 (UTC) de 18 de junho, a AMJ classificou o sistema para uma tempestade tropical, e atribuiu-lhe o nome “Linfa”. O nome Linfa foi submetido à lista de nomes dos tufões por Macau, e significa lótus em língua cantonesa. . Os fluxos de saída de altos níveis estavam limitados, e impediu a rápida intensificação do sistema durante o restante daquele dia. Naquele momento, o sistema começou a se locomover mais rapidamente devido à intensificação de uma alta subtropical localizada a leste de Taiwan, e pela aproximação de um cavado de médias latitudes a oeste do ciclone.

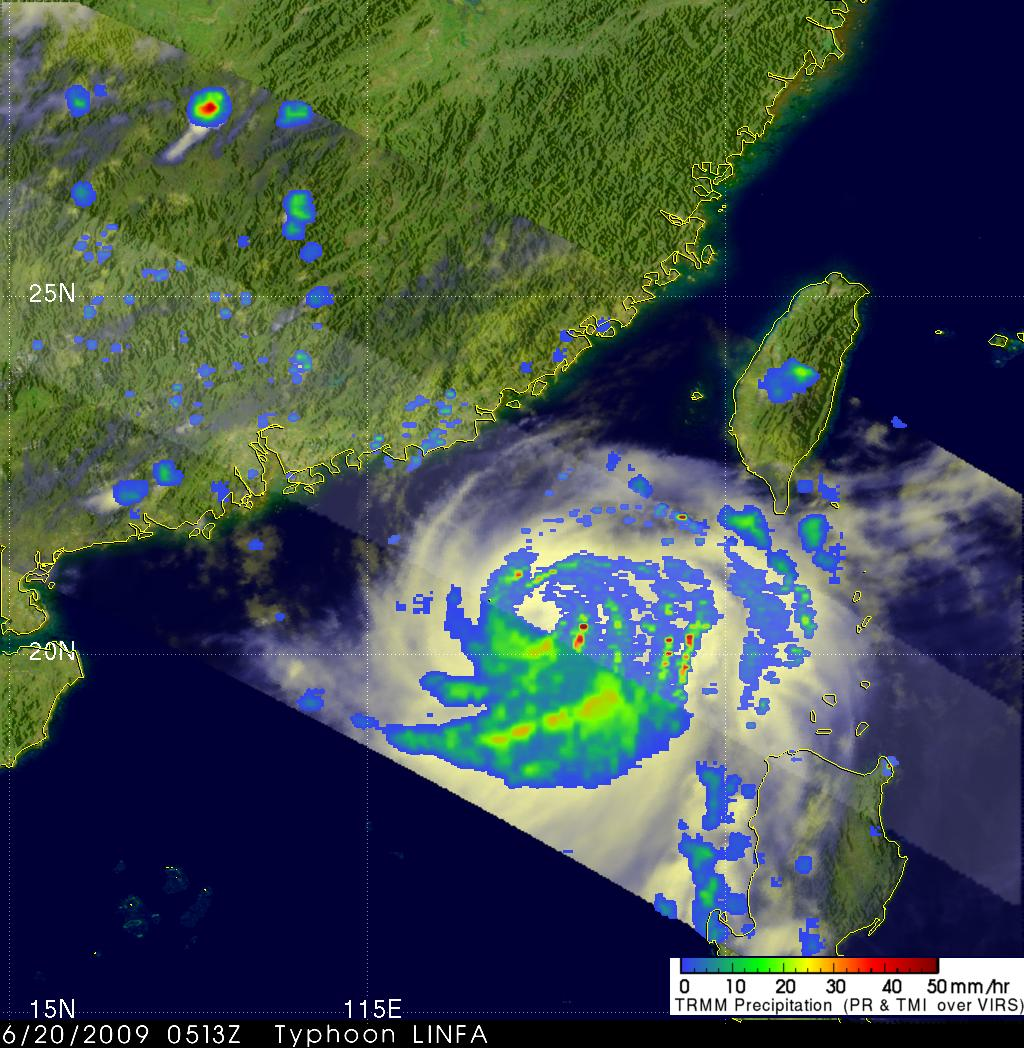
Imagem TRMM da tempestade tropical Linfa em 20 de junho

Por volta do meio-dia (UTC) do dia seguinte, Linfa se intensificou para uma tempestade tropical severa, segundo a AMJ. Uma imagem de satélite no canal micro-ondas revelou que a tempestade estava começando a formação de um olho, que estava rodeado por áreas de convecção profunda. Interagindo com uma área de baixa pressão próxima, os fluxos de saída associados ao sistema começaram a se intensificar no final da noite de 19 de julho, contribuindo, assim, para uma maior intensificação de Linfa. Seguindo lentamente para norte, Linfa continuou a se organizar, e em 20 de junho, o JTWC classificou Linfa para um tufão. Um olho pequeno e não-definido começou a aparecer em imagens de satélite no canal visível naquele momento. Várias horas mais tarde, Linfa atingiu seu pico de intensidade, com ventos máximos sustentados de 110 km/h, segundo a AMJ, ou 140 km/h, segundo o JTWC, que usa um método diferente para medir os ventos máximos sustentados de um ciclone tropical. Além disso, a pressão atmosférica mínima no centro do ciclone alcançou 975 mbar.
Mais tarde em 20 de junho, as áreas de convecção próximas ao centro da circulação começaram a diminuir, uma indicação de uma tendência de enfraquecimento, e o olho já não era mais visível. O cisalhamento do vento de altos níveis rapidamente aumentaram para 55 km/h, prevenindo uma nova intensificação do ciclone. Seguindo numa trajetória mais para norte do que o previsto, Linfa começou a se interagir com terra e foi desclassificado para uma tempestade tropical pelo JTWC em 21 de junho. Por volta de 12:30 (UTC), a tempestade fez landfall na costa sul da província chinesa de Fujian com ventos máximos sustentados de 85 km/h (ventos máximos sustentados em 10 minutos). As áreas de convecção profunda associadas ao sistema se dissiparam rapidamente logo após, devido à interação com terra. Várias horas mais tarde, o JTWC desclassificou Linfa para uma depressão tropical. No dia seguinte, a AMJ também desclassificou Linfa para uma depressão assim que o sistema deixava a costa chinesa para o Estreito de Taiwan, mas já bastante debilitado. Logo em seguida, o sistema se dissipou completamente; sua circulação ciclônica já não era evidente em imagens de satélite.

## Preparativos e impactos
Embora não fosse previsto o impacto direto de Linfa nas Filipinas, foi previsto que as bandas externas de tempestade do ciclone produzissem chuvas fortes e forte ressaca ao longo da costa oeste do arquipélago, principalmente na ilha setentrional de Luzon. Em 20 de junho, a Agência Meteorológica Central de Taiwan emitiu avisos de chuvas extremas, indicando precipitações diárias totais de mais de 130 mm para a maior parte do Taiwan. As praias em todo Taiwan foram fechadas devido ao mar agitado, e as autoridades locais inspecionaram todos os abrigos emergenciais públicos para se assegurarem de que havia suprimentos e condições suficientes para acolher os possíveis desabrigados. Mais tarde naquele dia, foi declarado emergência nível 3 para a região leste da província chinesa de Guangdong (Cantão) e para o sul da província de Fujian. As autoridades provincianas locais colocaram seus planos de resposta a emergências em ação logo após a declaração do governo central.

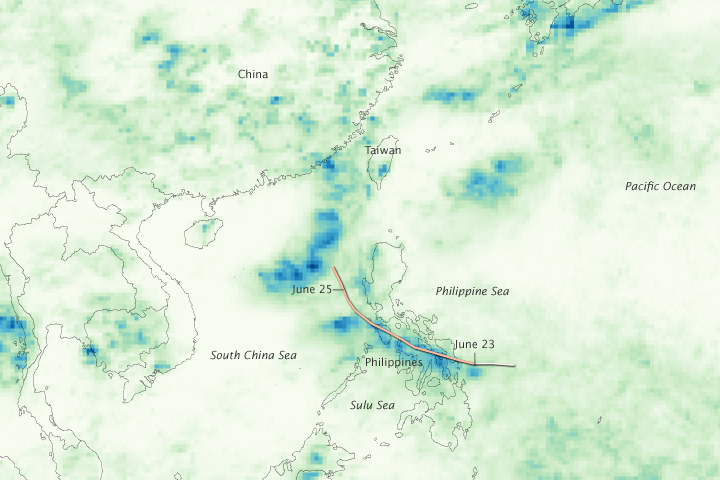
Mapa mostrando a precipitação acumulada no mar da China Meridional entre 18 e 25 de junho de 2009. As chuvas mais fortes estão representadas em azul, e representam a trajetória de Linfa na região

Em 21 de junho, as autoridades chinesas fecharam o porto de Xiamen e declararam que as operações iriam voltar a normalidade assim que a tempestade passasse. Mais tarde naquele dia, mais de 33.000 embarcações buscaram refúgio no porto. Após a emissão de um aviso em terra, os estabelecimentos governamentais e escolas foram fechados em toda a ilha. As autoridades enviaram mais de 10 milhões de SMSs para os residentes de Fujian para alertá-los sobre a tempestade em aproximação. Em Hong Kong, o sinal público de tempestade nível I foi içado por quase 24 horas em 20 de junho devido à ameaça que Linfa trazia a cidade. As autoridades também retiraram quase 160.000 pessoas de áreas costeiras em Fujian. 167 voos com destino ou saída de Taiwan foram cancelados ou adiados devido à tempestade.

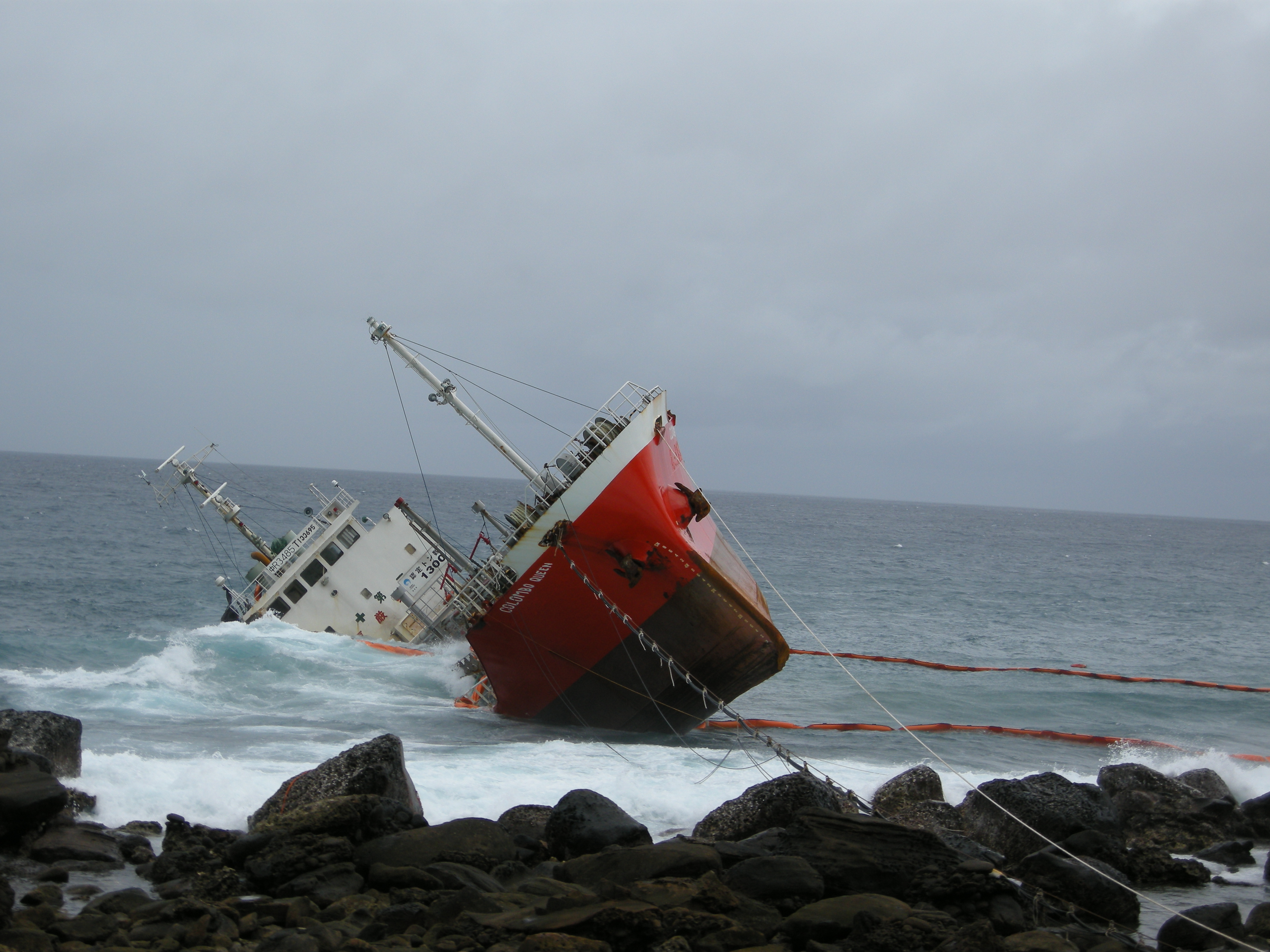
O Colombo Queen foi encalhado pelas fortes ondas provocadas pela tempestade tropical Linfa

Em 21 de junho, fortes ondas, com mais de 5,6 m em altura, encalharam o petroleiro “Colombo Queen” no sul do Taiwan. Equipes de resgate não conseguiram alcançar o navio durante a passagem da tempestade. Embora o petroleiro tenha atingido um arrecife de corais, não foi relatado derramamento de óleo. Após a passagem de Linfa, as equipes de resgate conseguiram alcançar o petroleiro e resgatar os nove tripulantes. As autoridades estimaram que poderia levar até uma semana a retirada dos 39.000 de litros de combustível do tanque. Em Taiwan, duas pessoas foram atingidas por árvores em queda e dois monges foram atingidos por um muro que desabou durante uma cerimônia. Correntes de retorno causaram uma morte em Taiwan; um garoto entrou no mar sem supervisão. Seis turistas ficaram desaparecidos durante a passagem da tempestade. A localidade de Chiangchun ficou sem eletricidade durante a tempestade. A precipitação acumulada em certas localidades do sul de Taiwan chegou a 150 mm em 21 de junho. A maior precipitação acumulada foi de 450 mm em locais isolados do sudeste do Taiwan. No Condado de Kinmen, 50 árvores foram derrubadas, seis outdoors foram derrubados e duas casas foram totalmente destelhadas. Em 22 de junho, as empresas fornecedoras de eletricidade relataram que mais de 2.800 residências tinham ficado sem o fornecimento de eletricidade em Wuqiu por várias horas. Danos severos foram relatados no setor agrícola de Taiwan, deixando mais de 400 milhões de novos dólares de Taiwan (12,1 milhões de dólares) em prejuízos.
Na China, Linfa produziu chuvas torrenciais. Em certas localidades, a precipitação acumulada passou de 480 mm, provocando severas inundações. Cinco pescadores ficaram desaparecidos quando Linfa atingiu a região em 21 de junho. Chuvas fortes também atingiram Hong Kong, onde mais de 100 mm de chuva caiu num período de três dias. Um homem morreu e outro ficou desaparecido após um deslizamento de terra. As enchentes destruíram mais de cem residências e inundou outras 10.000. Além disso, as enchentes afetaram mais de 32.000 hectares de plantações em Fujian. Na cidade de Taoyuan, a precipitação acumulada chegou a 191 mm em apenas uma hora, quebrando um recorde que perdurava por mais de 200 anos. Em Meizhou, na província de Guangdong, as enxurradas resultaram em outras cinco fatalidades, após a queda de mais de 410 mm de chuva na região dentro de um período de nove horas. Esta chuva foi a maior desde que os registros começaram há mais de cem anos. 362 residências foram destruídas na cidade e a infraestrutura foi severamente afetada. Além disso, cerca de 20 milhões de pessoas foram afetadas pela tempestade. Os danos provocados por Linfa na região alcançaram mais de 669 milhões de yuan (97,9 milhões de dólares).